# 企画出版
企画出版（きかくしゅっぱん）とは、出版社が費用を全額負担して書籍を出版すること。

## 概要
社内審査原稿の中から、担当者が相当数の売上を見込んだ作品を選定する。審査原稿の対象は職業作家、公募などで優秀な成績を修めた新人、原稿を持ち込んだ無名の書き手などである。商業出版とも称され出版社が製本するコストを支払う。ちなみに無名の書き手の持ち込み原稿が採用されることはほぼ皆無。持ち込むということは初めて書き終えた一作であるなど、概して未熟な原稿であるため、漫画などと違い一冊分を読むのは人にとって不快であることが大きな理由。初版発行部数は2000部から3000部と云われており、この方式で出版されると著者には所定の印税が支払われる。